# Мироненко Артем Володимирович
Артем Володимирович Мироненко — підполковник Збройних сил України, учасник російсько-української війни, що відзначився у ході російського вторгнення в Україну. Герой України (2025).

## Життєпис
Під час російського вторгнення в Україну служить у складі підрозділу протиповітряної оборони України. Опанував ЗРК Patriot. У січні 2024 року брав участь у спецоперації зі знищення літака А-50 та пункту управління Іл-22 у повітряному просторі Краснодарського краю РФ. У серпні 2024 — керував протиповітряним боєм, під час якого над територією Росії в районі Суджі та Бєлгорода було знищено літак Су-34, БпЛА «Форпост» та «Оріон». Загалом підрозділ під його командуванням знищив 177 повітряних цілей.

## Нагороди
- Звання Герой України з врученням ордена «Золота Зірка» (1 серпня 2025) — за оособисту мужність і героїзм, виявлені у захисті державного суверенітету та територіальної цілісності України, самовіддане служіння Українському народові[2]. Орден Артему Мироненку вручив у Києві 3 серпня 2025 року, у День Повітряних сил Збройних Сил України, Президент Володимир Зеленський[1];
- орден Богдана Хмельницького I ст. (23 лютого 2024) — за особисту мужність, виявлену у захисті державного суверенітету та територіальної цілісності України, самовіддане виконання військового обов'язку[3];
- орден Богдана Хмельницького II ст. (8 листопада 2023) — за особисту мужність, виявлену у захисті державного суверенітету та територіальної цілісності України, самовіддане виконання військового обов'язку[4];
- орден Богдана Хмельницького III ст. (30 грудня 2022) — за особисту мужність і самовіддані дії, виявлені у захисті державного суверенітету та територіальної цілісності України, вірність військовій присязі[5];
- орден «За мужність» III ст. (5 грудня 2018) — за особистий внесок у зміцнення обороноздатності Української держави, мужність і самовіддані дії, виявлені у захисті державного суверенітету та територіальної цілісності України, зразкове виконання військового обов'язку [6].